# Ciati

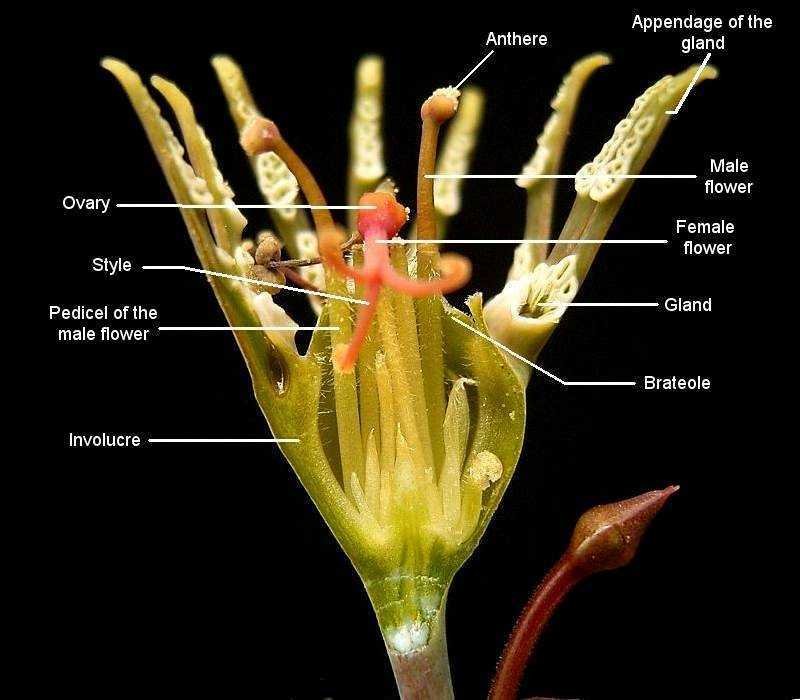
Secció del ciati de lEuphorbia tridentata.

El ciati en botànica és la inflorescència que caracteritza la família de les euforbiàcies. És un pseudant(falsa flor) format per una flor femenina central pedunculada per cinc flors masculines, cadascuna de les quals està reduïda a un sol estam. El ciati és típic del gènere eufòrbia.
A causa de la gran diversitat d'aquesta família resulta difícil trobar caràcters comuns a tots els seus membres. Potser l'únic que tenen totes en comú són les flors, unisexuals i solitàries, de vegades agrupades en inflorescències complexes. La floració és normalment monoica amb simetria radial.
- El ciati té normalment cinc (rarament quatre) bractèoles (bràctees petites).
- Normalment hi ha cinc (però també qualsevol nombre entre 1 i 10) nectaris o glàndules productores de nèctar.
- Els estams també venen normalment en nombre d'1 a 10.
- Al mig hi ha un ovari hipogini molt petit.

Filogenèticament sembla que el ciati pot haver-se originat a partir d'una inflorescència hermafrodita primitiva en què cadascuna de les flors, tant les masculines com les femenines ha evolucionat per separat, tendint a la màxima simplicitat. Aquestes flors finalment s'han reunit, formant el ciati.